# Ataque em Inata em 2021
O ataque de Inata foi um episódio da insurreição jihadista no Burquina Fasso que ocorreu em 14 de novembro de 2021 em Inata, no oeste da província de Soum. Provocou a morte de várias dezenas de membros da gendarmaria burquinense.

## Contexto
Em novembro de 2021, Inata, na província de Soum, no norte de Burkina Faso, é a única posição ainda ocupada pelo governo burquinense na região de Djibo. Localiza-se na zona de ação do Grupo de Apoio ao Islã e aos Muçulmanos (GSIM), afiliado à al-Qaeda, que antes havia expulsado o Estado Islâmico do Grande Saara. A região é tão perigosa que a guarnição de Djibo se recusa a socorrer os homens de Inata, exceto por helicóptero.
Segundo o jornalista Wassim Nasr, as condições de vida dos gendarmes em Inata são deploráveis. A base militar está sitiada por jihadistas que visam seus suprimentos, tanto que os gendarmes não têm mais reservas de alimentos e são obrigados a caçar para se alimentar.
Em 12 de novembro, o comandante da guarnição alertou o Estado Maior, declarando que “há duas semanas, o destacamento se alimenta graças ao abate de animais” e solicitou autorização para abandonar a posição. Os gendarmes que deveriam substituí-los recusam-se a ir para o front sem apoio aéreo e blindado, o que o comando militar não lhes concede.

## Forças presentes
A RFI indica que, segundo fontes locais, o posto de Inata era defendido por 100 a 150 gendarmes. A AFP menciona cerca de 150 homens e o Le Monde 120. O ataque foi realizado pelo Grupo de Apoio ao Islã e aos Muçulmanos, bem como por combatentes do Ansarul Islam, segundo fontes de segurança do jornal Le Monde.
Quanto aos jihadistas, a AFP informou inicialmente, segundo uma fonte de segurança, “um grande número de indivíduos armados” circulando “a bordo de várias picapes e motocicletas”. Poucos dias após o ataque, evoca mais de 300 combatentes em picapes e motocicletas, segundo várias fontes militares.

## Desenvolvimento
Em 14 de novembro de 2021, por volta das 5h30, os jihadistas lançaram o ataque contra o destacamento da gendarmaria de Inata, localizado próximo a uma antiga mina.. Os combates são intensos, porém os gendarmes são rapidamente subjugados pelos atacantes. Vários deles são abatidos ao tentar fugir. Os jihadistas então incendiaram as instalações do campo, depois bateram em retirada.

## Baixas
O primeiro balanço, dado no dia seguinte ao ataque, registrou pelo menos 20 mortos, mas isso foi posteriormente revisado para cima várias vezes pelo governo burquinense.
Em 17 de novembro, o ministro das Comunicações e porta-voz do governo, Ousséni Tamboura, declarou durante um conselho de ministros que a contagem de mortos do ataque era de 49 gendarmes e 4 civis mortos, e que 46 gendarmes foram encontrados vivos. Em 22 de novembro, o número de baixas do Ministério das Comunicações subiu para 57 mortos, incluindo 53 gendarmes. Segundo o Le Monde, 20 militares ainda estavam desaparecidos à data de 8 de dezembro. Este foi, até então, o ataque mais mortífero contra as forças de defesa e de segurança burquinenses desde o início da insurreição jihadista em 2015.
Um vídeo não oficial foi difundido por uma unidade que reivindica ser do GSIM, onde várias dezenas de jihadistas são vistos participando do ataque à base militar com metralhadoras pesadas 14,5x2  imbricadas em caminhonetes.
Os jihadistas reivindicaram a morte de cerca de sessenta gendarmes e a captura de um significativo espólio de guerra, incluindo mais de 86 fuzis de assalto AK, cinco RPGs e várias metralhadoras ligeiras. A base militar foi totalmente destruída.